# Rok Stipčević
Rok Stipčević (Maribor, 20 maggio 1986) è un ex cestista croato, di ruolo playmaker.

## Carriera

### Club
Cresciuto nel KK Zadar, con cui ha esordito nella massima serie croata appena diciassettenne, venne prelevato dal Cibona Zagabria nell'estate 2010. Dopo solo un anno, passa alla Pall. Varese nella sua prima esperienza estera. Nell'estate 2012 firma con l'Olimpia Milano di Sergio Scariolo, poi l'anno seguente gioca alla Vuelle Pesaro dopo aver risolto consensualmente il contratto con l'Olimpia Milano, e in Turchia al Tofaş Bursa. Nel 2014 ritorna in Italia alla Virtus Roma a stagione già avviata, contribuendo alla cavalcata europea del club capitolino. Per la stagione 2015-2016 entra nel roster dei neolaureati campioni d'Italia della Dinamo Sassari, squadra in cui milita fin al giugno 2018.
L'8 novembre 2018 firma con il Lietuvos rytas fino al termine della stagione.
Il 10 giugno 2019 firma un contratto annuale con la Fortitudo Bologna, con opzione per la stagione successiva.
Nell'agosto 2020, firma con gli sloveni del Kkra Novo Mesto.

### Nazionale
Membro di tutte le squadre giovanili croate (fin dall'Under16), e fino al 2018 membro anche della squadra maggiore. Con essa ha partecipato a 1 campionato Mondiale (2010), a 2 Europei (2011 e 2015) e 1 Olimpiade (2016).

## Palmarès
- Campionato croato: 2

Zadar: 2004-05, 2007-08
- Coppa di Croazia: 2

Zadar: 2005, 2007
- Coppa di Lituania: 1

Lietuvos rytas: 2018-19
- Coppa di Slovenia: 1

Krka Novo mesto: 2021
- ABA 2 Liga: 1

Krka Novo mesto: 2017-2018